# Утакмице фудбалске репрезентације Мађарске 1972.
Фудбалска репрезентација Мађарске је током 1972. године одиграла четрнаест званичних утакмица. Година са великим бројем утакмица већ је почела у јануару утакмицом против Шпаније. Занимљивост меча су била два селектора репрезентација, Рудолф Иловски и Ласло Кубала, који су заједно играли у Вашашу 25 година раније и били добри пријатељи. У марту је била још једна пријатељска утакмица против Немачке, нека од познатих имена из немачког тима су била: Бекенбауер, Брајтнер, Нецер, Хенес, Герд Милер.
У пролећној сезони смењивали су се мечеви Европског првенства и Светског купа, а после два ремија са Румунијом, Мађарској је још требала победа у трећем мечу за пласман у полуфинале Европског првенства. У овом мечу у Београду репрезентација Мађарске је победила Југославију са 2 : 1. У полуфиналу је поново победила екипа Совјетског Савеза, а селекција Мађарске није могла да парира Белгији за треће место.
Крајем августа већ је био у току Олимпијски фудбалски турнир, после победе над Ираном, Данском и НДР, уследило је финале са Пољском. Прво полувреме завршено је тако што је Мађарска и даље била у вођству, али су у другом полувремену са два гола једног од најбољих играча тог времена Казимјежа Дејне извојевали победу и освојили олимпијско злато.
Савезни селектор националног тима у овом периоду је био:
- Рудолф Иловски

## Утакмице
| Шпанија        | 1 : 0 (0 : 0) | Мађарска |
| -------------- | ------------- | -------- |
| А. Аријета 73’ | Извештај      |          |

| Мађарска       | 0 : 2 (0 : 0) | Западна Немачка          |
| -------------- | ------------- | ------------------------ |
| А. Аријета 73’ | Извештај      | 68’ Брајтнер · 88’ Хенес |

| Мађарска      | 1 : 1 (1 : 0) | Румунија          |
| ------------- | ------------- | ----------------- |
| Бранкович 73’ | Извештај      | 68’ Л. Сатмареану |

| Мађарска                           | 3 : 0 (1 : 0) | Малта |
| ---------------------------------- | ------------- | ----- |
| Кочиш 35’ · Бене 60’ · Јухас I 75’ | Извештај      |       |

| Румунија              | 2 : 2 (1 : 2) | Мађарска            |
| --------------------- | ------------- | ------------------- |
| Добрин 14’ · Негу 81’ | Извештај      | 5’ Секе · Кочиш 36’ |

| Мађарска             | 2 : 1 (1 : 1) | Румунија |
| -------------------- | ------------- | -------- |
| Кочиш 26’ · Секе 87’ | Извештај      | 33’ Негу |

| Шведска | 0 : 0    | Мађарска |
| ------- | -------- | -------- |
|         | Извештај |          |

| Совјетски Савез | 1 : 0 (0 : 0) | Мађарска |
| --------------- | ------------- | -------- |
| Коњков 52’      | Извештај      |          |

| Белгија                     | 2 : 1 (2 : 0) | Мађарска     |
| --------------------------- | ------------- | ------------ |
| Ламберт 23’ · Ван Химст 28’ | Извештај      | 52’ (пен) Ки |

| Мађарска                                      | 5 : 0 (1 : 0) | Иран |
| --------------------------------------------- | ------------- | ---- |
| Дунаи II 32’ 47’ 89’ · Варади 50’ · Козма 80’ | Извештај      |      |

| Мађарска                   | 2 : 2 (1 : 0) | Бразил                   |
| -------------------------- | ------------- | ------------------------ |
| Дунаи II 4’ · П. Јухас 84’ | Извештај      | Педрињо 67’ · Дирсеу 73’ |

| Данска | 0 : 2 (0 : 0) | Мађарска         |
| ------ | ------------- | ---------------- |
|        | Извештај      | Дунаи II 17’ 85’ |

| Мађарска               | 2 : 0 (0 : 0) | Источна Немачка |
| ---------------------- | ------------- | --------------- |
| Дунаи II 60’ · Тот 66’ | Извештај      |                 |

| Мађарска                                  | 4 : 1 (2 : 1) | Западна Немачка |
| ----------------------------------------- | ------------- | --------------- |
| Дунаи III 14’ · Дунаи II 43’ · Ки 75’ 87’ | Извештај      | 33’ Хицфилд     |

| Мађарска                 | 2 : 0 (1 : 0) | Мексико |
| ------------------------ | ------------- | ------- |
| Дунаи II 35’ · Кочиш 53’ | Извештај      |         |

| Пољска        | 2 : 1 (0 : 1) | Мађарска   |
| ------------- | ------------- | ---------- |
| Дејна 48’ 68’ | Извештај      | 42’ Варади |

| Аустрија                   | 2 : 2 (2 : 0) | Мађарска                 |
| -------------------------- | ------------- | ------------------------ |
| Хасил 58’ (пен) · Јара 71’ | Извештај      | 16’ Дунаи II · 20’ Кочиш |

## Голгетери у 1972.
| Домаћин | Гост |

| - Ференц Бене - Лајош Ки - Калман Тот |

## Извори и спољашње везе
- Dénes Tamás-Rochy Zoltán. A 700. után. Rochy és Társa. ISBN 963-04-7169-8.
- Rejtő László – Lukács László – Szepesi György: Felejthetetlen 90 percek. Budapest: Sportkiadó. 1977.  963-253-501-4
- Све утакмице репрезентације Мађарске
- Репрезентација Мађарске на фудбалској бази података
- Утакмице репрезентације Мађарске (1972)